# Thomas Thorninger
Thomas Thorninger (ur. 20 października 1972) – duński piłkarz występujący na pozycji pomocnika.

## Kariera klubowa
Thorninger zawodową karierę rozpoczynał w 1990 roku w klubie Vejle BK. Spędził tam 2 lata. W 1992 roku odszedł do holenderskiego PSV Eindhoven. W Eredivisie zadebiutował 12 września 1992 roku w wygranym 7:0 pojedynku z FC Den Bosch. W PSV występował również przez 2 lata.
W 1994 roku wrócił do Danii, gdzie został graczem klubu AGF. W 1996 roku zdobył z nim Puchar Danii, a także wywalczył wicemistrzostwo Danii. Z 20 bramkami na koncie został też królem strzelców Superligaen. Latem 1997 roku trafił do włoskiej Perugii. Nie rozegrał tam jednak żadnego spotkania.
W styczniu 1998 roku Thorninger podpisał kontrakt z FC København. W 1998 roku zajął z zespołem 3. miejsce w Superligaen. Dotarł z nim także do finału Pucharu Danii, jednak ekipa København przegrała tam 1:4 z Brøndby IF. W 2001 roku zdobył z klubem mistrzostwo Danii.
W styczniu 2002 roku odszedł do włoskiego Udinese Calcio. W Serie A zadebiutował 3 lutego 2002 roku w zremisowanym 0:0 spotkaniu z Perugią. W Udinese spędził 1,5 roku. W 2003 roku ponownie został graczem zespołu AGF (Superligaen). Pod koniec 2004 roku zakończył karierę.

## Kariera reprezentacyjna
Thorninger jest byłym reprezentantem Danii U-16, U-17, U-19 oraz U-21.